# 蘇盈貴
蘇盈貴（1958年10月7日—），國立中山大學博士，英國劍橋大學研究；曾任中華民國立法委員與臺北市政府勞工局局長。執業律師二十餘年，兼任國立中山大學公共事務管理研究所「公共事務與法律」講座數年，是聯合國所定國際志工日奉獻金暉獎第一屆得主。

## 簡歷

### 早期生涯
蘇盈貴少年時期貧窮流浪，以半工半讀完成學業。1985年，剛取得律師資格的蘇盈貴發表《我國司法何去何從》一文，指出當時台南高分院刑事庭的一些怪現象，引起軒然大波，被以「侮辱公署罪」移送法辦。
然其律師生涯基本順遂，在1980年代，創辦當時高雄最大的律師事務所—天理法律。
1995年辦理法官評鑑，公開指責司法風氣敗壞、賄賂嚴重，被刺幾乎送命。時蘇任兒童保護聯合會報主任委員（會報由台灣世界展望會、家扶中心（今台灣兒童暨家庭扶助基金會）、生命線等機構組成聯繫合作平台，蘇是首任主委）。
從此「積極參與社會運動，他的熱誠及信念感動許多人—在他擔任綠政委員，歷經兩任市長，市府多次想為開發柴山解套，因為蘇堅持「等高線10公尺以上不應開發﹗」才能保住柴山的原貌，得以成立柴山自然公園。
2001年中華民國立法委員選舉中，於高雄市第一選區當選為第五屆立法委員，隔年2月1日就任。

### 立法委員期間（2001年－2005年）
2002年8月，獲國會採訪記者評鑑，與沈富雄、林濁水、陳文茜等同列為當屆綜合表現最傑出委員。
2003年，蘇任司法委員會召集委員，在國會要求當局究辦高雄市議會議長賄選案，引發涉賄議員集體反彈並控告蘇誹謗。但檢調次日發動大搜索，在三十餘名議員處，各搜獲數百萬元不等贓款，造成高雄市議員3/4被捕、2/3起訴、1/2以上判刑確定喪失資格，及地方自治史上第一次全面改選。8月4日，臺聯開除蘇黨籍，理由為蘇「違反黨紀」、「對同黨同志指控不實」，蘇回應：「我求仁得仁」
2004年總統選舉前一日，發生319槍擊案，立法院通過「真相調查條例」，陳水扁總統行使否決權（覆議案），必須得到國會至少1/3的支持，蘇不為所動，支持319真相調查，覆議案未過，從此與綠營距離更遠。
2005年為國際佛光會運送賑災物資由南非、辛巴威、莫三比克、馬拉威、坦尚尼亞、肯亞到喀麥隆等西非各國。臺北市市長馬英九延攬為臺北市政府人權委員會副召集人。

### 台北市勞工局局長期間（2006年－2010年）
2006年被臺北市市長郝龍斌聘為臺北市政府勞工局局長，上任伊始克服困難，開辦失業勞工子女教育補助，讓貧困家庭不致於因父母親失業而影響就學，法制化已是多年之後。
2007年力霸案引發全國連鎖反應，蘇主動介入，帶領主管拜會台北地檢署，協助將扣押款項四億五千萬轉成清償受害員工被積欠薪資。
2008下半迄2009年底全球金融風暴，失業潮席捲台灣，失業民眾湧向台北，每場就業博覽會動輒數萬名，情勢嚴峻。他著手組織改造，用二十萬元創設台北人力銀行，利用率後竟遠勝每年消耗六千萬元的勞動部「全國就業e網」；擬訂重新啟動計畫，以所屬職訓結合各科技大學一口氣增加400門訓練就業課程，並率先結合電視台跑馬燈為發佈訊息的公益平台，受訓提供失業津貼，以便失業者有機會重頭開始。與法院合作，為受刑人提供職業訓練，讓他們出獄後有重新做人的機會。為那些因失業而無顏面對家小的人開辦失業村，從人性上維護他們的尊嚴；更對因八八水災受創慘重而前往台北接受職訓的災民提供住宿；度過慘不忍睹的失業潮。該期間蘇基於人道考量，承擔責任放寬泰緬孤軍後裔打工限制；並與慈濟、台鐵合作在台北火車站為外勞提供健康檢查。
蘇讓台北市蟬聯三個年度的勞動安全特優紀。蘇上任時，台北市與中央政府間有近千億勞健保爭議款及數百件訴訟。蘇先行停止所有訴訟，協助郝龍斌在馬英九上台後作一勞永逸的處理，由中央與台北市共同分擔，解決了這長達十餘年的沉疴爭議。
蘇協助身障者將沒落的建國商場打造成亮麗的藝文特區；柔軟處理佔住數十年的明德市場違建戶全部自行拆遷；更補助特定工作健康檢查費用；將屆期更換的電腦整修後捐贈非洲馬拉威與南太平洋所羅門的學校.孤兒院，施政頗費心思如勞工金像獎、勞工.藝術家、勞動者國際影展、廚王爭霸等系列；除勞動事務學院外，更與政大合作，開辦勞工研究所，與華視空大合作，增空中課程均係其任內新猷，重要的是，沒有因此增加預算。
在葉君璋因籌組職棒工會，而遭興農牛開除（葉君璋事件），蘇盈貴介入調查並嚴懲興農牛；在交通局依法院判決開除四名把持工會挾制公部門、不上班又領加班費的工頭時，蘇無畏工會及政治壓力力挺依法行政的交通局，當時工會向高層遊說，高層在台北市議會與蘇游泳時，向蘇指出「法律不外人情」，蘇回復「但人情不能與法律正面衝突，不惜辭職以對」，被那數名工會領袖稱做連總統的話也不聽最爛其實，蘇本來一直以工會關係不錯，執業律師時，甚至身兼台電、中油、中鋼、中華郵政四大工會顧問
2010年2月，就業服務中心主任張煜輝被指控片面更改臨時人員勞動契約，強行通過每兩周84工時的契約書，引起臨時勞工強烈反彈。張煜輝認為契約向來如此，並非更改，只是以往寬鬆，而今情勢嚴峻，不能因部分同仁把每週兩小時當作福利，就讓求助民眾在外大排長龍。蘇盈貴表示支持張煜輝，並認為如果臨時工連四個小時都不願意奉獻犧牲，根本不配加入勞工局的團隊。 3月請辭局長一職，3月16日離職。

### 2018高雄市長選舉
| 1        | 韓國瑜   | 中國國民黨     | 892,545票 | 53.87%                           | 當選                             |
| 2        | 陳其邁   | 民主進步黨     | 742,239票 | 44.80%                           |                                  |
| 3        | 璩美鳳   | 無黨籍         | 7,998票   | 0.48%                            |                                  |
| 4        | 蘇盈貴   | 無黨籍         | 14,125票  | 0.85%                            |                                  |
| 選舉日期 | 選舉日期 | 2018年11月24日 | 選舉人數  | 2,281,338人                      | 2,281,338人                      |
| 投票率   | 投票率   | 73.54%         | 投票人數  | 有效：1,656,907人 無效：20,743人 | 有效：1,656,907人 無效：20,743人 |

## 著作
蘇早年曾在台灣時報、民眾日報、中國時報，寫專欄「律師私房話」、「法律夾心書」、「南方觀點」；2010-2015年在聯合新聞網寫全球觀點。著有希拉蕊外傳六十篇、天理月刊陸續發表「古典法學通鑑」、探訪台灣健保制度的第一本著作「全民健保，全民知多少」（五南‧書泉出版）也是他先寫出並出版的（1995年）、法律書則有「強制執行法（五南出版）與叢書「不動產法律淺析（一、二）（五南出版）」、法律風月傳奇（天理出版社）與談天說法（Kiss Radio出版）、向有光地方的行去、轉身（寶瓶出版）。

## 外部連結
- 立法院 （页面存档备份，存于）蘇盈貴簡介
- 蘇盈貴部落格 （页面存档备份，存于）